# Oliwiny

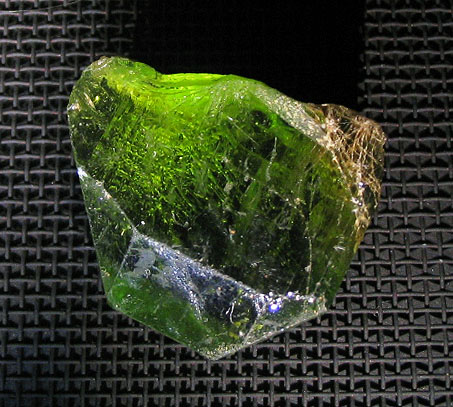
Perydot

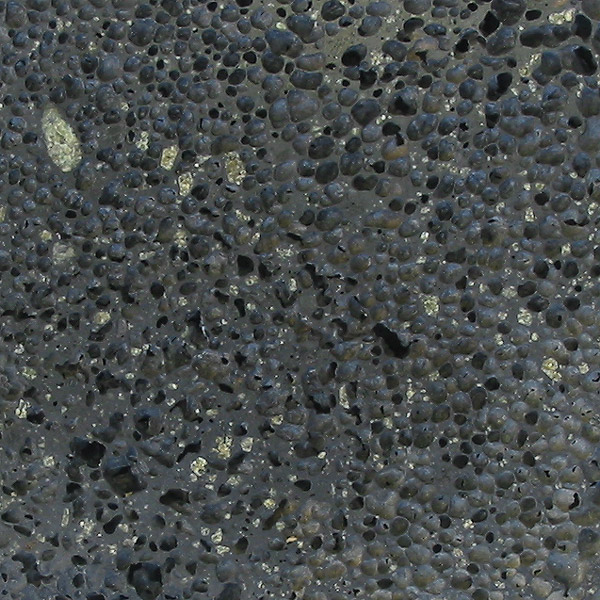
Bazalt z widocznymi oliwinami

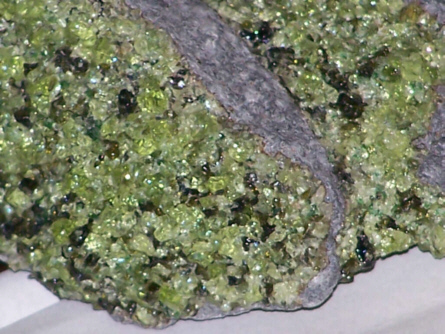
Perydot w bazalcie

Oliwiny – grupa minerałów zaliczana do krzemianów. Mają zazwyczaj barwę zieloną w odcieniach, ale też brązową, czarną, a wyjątkowo są białe lub bezbarwne.
Ogólny wzór chemiczny oliwinów to (Mg,FeII
)
2SiO
4.

## Właściwości
- Oliwiny są głównie krzemianami: magnezu (forsteryt), żelaza (fajalit)  oraz manganu (tefroit(inne języki)) i znacznie rzadziej niklu.
- Często zawierają izomorficzne domieszki chromu, glinu, tytanu, sporadycznie też: wapnia – monticellit i kirschtenit.
- Większość z nich stanowi roztwory stałe (kryształy mieszane), będące członami szeregu izomorficznego: forsteryt – fajalit (oliwiny magnezowo -żelazowe).
- wszystkie oliwiny krystalizują w układzie rombowym.
- tworzą zazwyczaj kryształy słupkowe i tabliczkowe
- występują w skupieniach ziarnistych, zbitych, czasami występują jako pojedyncze ziarna, niekiedy występują w postaci ziarnistych skupień zwanych „bombami oliwinowymi”,
- są kruche i stosunkowo twarde,
- są bardzo mało odporne i szybko ulegają przeobrażeniu w różne minerały z grupy serpentynu,
- czasami wykazują specjalne zjawiska optyczne: efekt kociego oka i asteryzm.

Oliwiny są bardzo podatne na przeobrażenia (procesy pomagmowe, wietrzenie, procesy hydrotermalne).
Typowe dla nich procesy przeobrażeń to: 
- serpentynizacja
- iddyngsytyzacja
- bowlingityzacja
- oraz zastępowanie przez węglany takie jak magnezyt, dolomit czy kalcyt

Są jednymi z głównych składników meteorytów.

## Występowanie
- Przeważnie występują w zasadowych i ultrazasadowych skalach magmowych: perydotytach, dunitach, iherzolitach, bazaltach oliwinowych, melafirach i diabazach.
- oliwiny zasobne w magnez lub mangan (forsteryt i tefroit) są składnikami różnych utworów zmetamorfizowanych (żelaza, manganu, skarnów, metasomatytów itd.),
- oliwiny występują w niektórych meteorytach,
- w niektórych serpentynitach jako minerał reliktowy
- w niektórych skałach okruchowych: piaskach i żwirach.

Miejsca występowania: Egipt – kryształy ponad 5 cm; Kenia; Tanzania; Etiopia; USA; Meksyk; Czechy; Rosja – kryształy fajalitu ok. 10 cm (Kołyma), kryształy forsterytu ok. 16cm (Ural);
Polska – na Dolnym Śląsku (w trzeciorzędowych bazaltach – najczęściej jest to chryzolit).

## Zastosowanie
- stanowią surowiec do produkcji materiałów ogniotrwałych
- stanowią surowiec do produkcji technicznego szkła kwarcowego
- mają znaczenie naukowe
- są poszukiwane i cenione przez kolekcjonerów
- znajdują zastosowanie w jubilerstwie

## Porównanie forsterytu, oliwinu właściwego i fajalitu
Dane przedstawione poniżej są opisem składu chemicznego modeli wyidealizowanych. W przyrodzie naturalne "czyste" człony szeregu izomorficznego forsteryt-fajalit nie występują.

### Forsteryt
- Wzór empiryczny: Mg
2SiO
4
- Masa cząsteczkowa g/cm3: 140,69
  - magnez (Mg) – 34,55% (57,29% MgO)
  - krzem (Si) – 19,96% (42,71% SiO
2)
  - tlen (O) – 45,49%

### Oliwin właściwy
- Wzór empiryczny: [Mg1,6,FeII0,4]SiO
4
- Masa cząsteczkowa g/cm3: 153,31
  - magnez (Mg) – 25,37% (42,06% MgO)
  - żelazo (Fe) – 14,57% (18,75% FeO)
  - krzem (Si) – 18,32% (39,19% SiO
2)
  - tlen (O) – 41,74%

### Fajalit
- Wzór empiryczny: FeII2SiO4
- Masa cząsteczkowa g/cm3: 203,78
  - żelazo (Fe) – 54,81% (70,51% FeO)
  - krzem (Si) – 13,78% (29,49% SiO
2)
  - tlen (O) – 31,41%